# Третьофронтівці
«Третьофронтівці» (лит. trečiafrontininkai) — учасники литовського літературного об'єднання письменників лівої політичної орієнтації, які видавали в 1930-1931 роках літературний журнал «Трячас фронтас» (лит. Trečias frontas; «Третій фронт»).

## Учасники
До об'єднання входили Казіс Борута (який жив на той час за кордоном), Антанас Венцлова, Костас Корсакас, Йонас Шімкус, Броніс Райла, Пятрас Цвірка, пізніше до нього приєдналися Саломея Неріс, Валіс Драздаускас і деякі інші.

## Ідеалогія
Третьофронтівці вважали себе представниками третього покоління письменників, яке прийшло на зміну литовським символістам і «чотирьовітровцям». Вони критикували офіційну ідеологію, клерикалізм, застій у литовському літературному житті. Більшості третьофронтівців були притаманні невдоволення автократичним режимом Антанаса Смятони, що встановився в Литві, антифашистські настрої, симпатії до соціалізму. Спочатку пропагували активізм (у такому випадку розуміється як активна участь художника в суспільному житті) і новий творчий метод неореалізм (у цьому випадку синтез реалізму, експресіонізму і футуризму), прагнучи ідеологічну прогресивність поєднати з модернізмом у поетиці. Потім відбулася відмова від стихійного і часом ідеологічно невизначеного бунтарства, від авангардистських формальних експериментів. На зміну прийшла радикальна ідеологізація, орієнтація на марксистську ідеологію і пролетарську літературу, перехід до політичної агітації та реалістичної манери письма.

## Критика
У радянській критиці та літературознавстві третьофронтівцям надавали значення єдиної правильної та здорової течії в довоєнній литовській літературі, своєрідного паростка соціалістичної літератури, попередника радянської литовської літератури; перебільшували вплив третьофронтівців на розвиток литовської літератури.